# Walwari
Walwari (en amerindi rang) és un partit polític de la Guaiana Francesa, fundat el 30 de novembre de 1992 per Christiane Taubira i Robert Delannon, propers al socialisme i amb la pretensió de disputar el lideratge regional al Partit Socialista Guaianès. El seu primer èxit l'assoliren a les eleccions legislatives franceses de 1993, quan Christiane Taubira fou escollida diputada a l'Assemblea Nacional i va asseure amb el grup del Partit Radical d'Esquerra. Ha estat reescollida a les eleccions legislatives franceses de 2007.
Arran de les eleccions regionals de 2004 va obtenir 7 escons al Consell Regional. El 2007, un grup de joves d'entre 18 a 35 anys va decidir unir-se massivament a Walwari i crear una secció de la joventut, anomenat Generació Walwari. A les eleccions cantonals franceses de 2008 va aconseguir el cantó de Caiena-Centre per a Hubert Contout i un representant al Consell General de la Guaiana Francesa.
Walwari va participar en el primer i segon govern de coalició de Manuel Valls de 2014 a 2016.